# Through the Looking-Glass
Through the Looking-Glass (And What Alice Found There) is een boek van Lewis Carroll. Het werd in het Nederlands vertaald als Alice in Spiegelland.
Na het onmiddellijke succes dat Lewis Carroll (Charles Lutwidge Dodgson) had met de publicatie van Alice's Adventures in Wonderland (1865), begon hij in 1868 aan Through the Looking-Glass (And What Alice Found There).
Aanleiding hiervan was een ontmoeting in Onslow Square met een verre nicht, een jong meisje dat ook Alice heette (Alice Raikes). Het verhaal zelf gaat overigens, net als Alice in Wonderland, over Alice Liddell.
Het boek werd uitgegeven met kerst 1871 en werd een nog groter succes dan de oorspronkelijke Alice. Beide boeken zijn klassiekers geworden en uitdrukkingen en figuren uit de boeken hebben hun weg gevonden in de Engelse taal en cultuur. Ook de tekeningen van Sir John Tenniel, die ook het eerste boek illustreerde, zijn wereldberoemd geworden.
Het beroemde nonsensgedicht Jabberwocky is afkomstig uit dit boek.
Het boek begint met een schaakprobleem waarbij een witte pion (Alice) in elf zetten promoveert tot koningin en mat geeft. Het spel is tamelijk onzinnig, vaak wordt door Wit gezet als Rood aan zet is en soms wordt er helemaal niet gezet. Elke zet correspondeert met een gebeurtenis in het boek.

## Nederlandse vertalingen
Het boek is diverse keren vertaald in het Nederlands:
- De avonturen van Alice in het Wonderland en in het Spiegelland, vert. C. Reedijk en Alfred Kossmann, ill. John Tenniel, 1947 (derde druk 1956)
- De Avonturen van Alice in Wonderland & Achter de Spiegel, vert. Nicolaas Matsier, ill. John Tenniel, 1994
- Alice in Wonderland & in Spiegelland, vert. Robbert-Jan Henkes, 2024. ISBN 9789028243118

## Voetnoten
1. ↑  Kees Koster, Waaier: Alice in Vertalië. Of hoe een meisje krimpt en groeit in: Filter, 1996, nr. 2, p. 28-58